# Erik Johansson (actor)
Nils Erik "Jerka" Åkerblom (Estocolmo, 23 de febrero de 1979), más conocido como Erik Johansson, es un actor sueco conocido por haber interpretado a Tobias Strömdahl en la serie Eva & Adam y por haber aparecido como Patrik Nilsson en la serie Annika Bengtzon.

## Biografía
Es hijo del autor sueco George Johansson.
Estudió en la "Academia de Teatro Malmö" desde 2001 hasta 2005.
Erik tiene un hijo, Axel Åkerblom, de una relación anterior. Está casado con My Ek.

## Carrera
En 1999 se unió al elenco principal de la serie Eva & Adam donde interpretó a Torbjörn "Tobbe" Strömdahl, el hermano mayor de Eva (Ellen Fjaestad), hasta el final de la serie en el 2000. Ese mismo año se unió a la serie Julens hjältar donde dio vida al elfo, uno de los adornos de Navidad.
En 2002 apareció en un comercial para la televisión de "Valmyndigheten".
En 2008 apareció en el primer episodio de la serie Sthlm donde interpretó a Johan, un hombre que debe lidiar con su madre mentalmente enferma.
En 2010 se unió al elenco principal de la serie Våra vänners liv donde interpretó a David.
En el 2012 se unió al elenco de la serie Annika Bengtzon donde interpretó al periodista de escenas de crimen Patrik Nilsson en las películas Nobels testamente, Prime Time, Studio Sex, Den röda vargen, Livstid y finalmente en En plats i solen. Ese mismo año apareció en la película Himlen är oskyldigt blå (en inglés: "Behind Blue Skies") donde dio vida a Jonte, el compañero de habitación de Martin (Bill Skarsgård).
En 2014 se unió al elenco del drama político sueco Blå Ögon (en inglés: "Blue Eyes") donde interpretó al criminal y terrorista Gustav Åkerlund, hasta el final de la serie en 2015. Ese mismo año se unió al elenco de la puesta de teatro Kom igen, Charlie donde interpretó al pastor David Marschall Lee, un hombre dedicado a su esposa Catherine Simms (Susanne Thorson), pero que en secreto también pertenece al Ku Klux Klan.
En el 2015 se unió al elenco recurrente de la serie Maria Wern donde da vida al oficial de la policía Sebastian Ståhl, hasta ahora.

## Filmografía

### Series de televisión
| Año             | Título                     | Personaje          | Notas                          |
| --------------- | -------------------------- | ------------------ | ------------------------------ |
| 2017 - presente | Bonusfamiljen              | Patrik             | 10 episodios                   |
| 2017 - presente | Innan vi dör               | Markus             | 4 episodios                    |
| 2013 - presente | Maria Wern                 | Sebastian Ståhl    | 5 episodios                    |
| 2016            | Syrror                     | Alexander Ahlgren  | episodio "Del 2"               |
| 2015            | Solsidan                   | Hipstern           | episodio # 5.7                 |
| 2015            | Den fjärde mannen          | Theodor Tischler   | episodio # 1.2 - miniserie     |
| 2014 - 2015     | Blå Ögon                   | Gustav Åkerlund    | 10 episodios                   |
| 2014            | Fröken Frimans krig        | Editor de DN       | episodio # 1.3                 |
| 2013            | Allt faller                | Ludvig             | episodio # 1.9                 |
| 2010            | Våra vänners liv           | David              | 10 episodios                   |
| 2009            | Morden                     | Kapten Lind        | episodio # 1.4 - miniserie     |
| 2009            | Beck                       | Gert               | episodio "I stormens öga"      |
| 2009            | Der Kommissar und das Meer | Detective Salander | episodio "Der sterbende Dandy" |
| 2009            | De halvt dolda             | Olle               | episodio "Del 3" - miniserie   |
| 2008            | Höök                       | Broker             | 5 episodios                    |
| 2008            | Oskyldigt dömd             | Svante Johansson   | episodio # 1.4                 |
| 2008            | Sthlm                      | Johan              | episodio "Johan"               |
| 2004            | Lokalreportern             | Paul               | 3 episodios - miniserie        |
| 2002            | Olivia Twist               | Noa                | 2 episodios - miniserie        |
| 2001            | Pusselbitar                | Joel Hallberg      | miniserie                      |
| 1999 - 2000     | Eva & Adam                 | Torbjörn Strömdahl | 16 episodios                   |
| 1999            | Julens hjältar             | Elfo               | 24 episodios                   |
| 1999            | c/o Segemyhr               | Robin              | episodio "Fredriks prao"       |
| 1994            | Bert                       | Benny              | 7 episodios                    |

### Películas
| Año  | Título                                        | Personaje        | Notas                                                                                               |
| ---- | --------------------------------------------- | ---------------- | --------------------------------------------------------------------------------------------------- |
| 2018 | Intrigo: Death of an Author                   | Mauritz          | junto a Ben Kingsley, Tuva Novotny, Veronica Ferres, Michael Byrne, Benno Fürmann y Gordan Kicic    |
| 2014 | Sune i fjällen                                | Pontus           | junto a William Ringström, Morgan Alling, Anja Lundkvist y Hanna Elffors Elfström                   |
| 2013 | Sune på bilsemester                           | Pontus           | junto a William Ringström, Morgan Alling, Anja Lundkvist y Hanna Elffors Elfström                   |
| 2012 | Sune i Grekland - All Inclusive               | Pontus           | junto a William Ringström, Morgan Alling, Anja Lundkvist y Hanna Elffors Elfström                   |
| 2012 | En plats i solen                              | Patrik Nilsson   | junto a Malin Crépin, Björn Kjellman, Leif Andrée, Richard Ulfsäter y Ruth Vega Fernandez           |
| 2012 | Livstid                                       | Patrik Nilsson   | junto a Malin Crépin, Björn Kjellman, Leif Andrée, Kajsa Ernst, Richard Ulfsäter y Felix Engström   |
| 2012 | Den röda vargen                               | Patrik Nilsson   | junto a Malin Crépin, Björn Kjellman, Leif Andrée, Kajsa Ernst, Richard Ulfsäter y Felix Engström   |
| 2012 | Studio Sex                                    | Patrik Nilsson   | junto a Malin Crépin, Björn Kjellman, Leif Andrée, Kajsa Ernst, Richard Ulfsäter y Madeleine Martin |
| 2012 | Prime Time                                    | Patrik Nilsson   | junto a Malin Crépin, Björn Kjellman, Leif Andrée, Kajsa Ernst, Richard Ulfsäter y Malin Buska      |
| 2012 | Annika Bengtzon: Nobels testamente            | Patrik Nilsson   | junto a Malin Crépin, Björn Kjellman, Leif Andrée, Kajsa Ernst, Richard Ulfsäter y Antje Traue      |
| 2010 | Himlen är oskyldigt blå                       | Jonte            | junto a Bill Skarsgård, Peter Dalle, Josefin Ljungman, Amanda Ooms, Björn Kjellman y Adam Pålsson   |
| 2001 | Eva & Adam - Fyra födelsedagar och ett fiasko | Tobias Strömdahl | junto a Ellen Fjæstad, Carl-Robert Holmer-Kårell, Ulrika Bergman, Pablo Martinez y Rosanna Munter   |

### Teatro
| Año  | Obra                  | Personaje       | Director    | Teatro        | Notas                                                                                       |
| ---- | --------------------- | --------------- | ----------- | ------------- | ------------------------------------------------------------------------------------------- |
| 2014 | Kom igen, Charlie     | David Marschall | Peter Dalle | Oscarsteatern | junto a Claes Månsson, Robert Gustafsson, Suzanne Reuter, Susanne Thorson y Martin Eliasson |
| -    | Treater               | -               | -           | -             | junto a Johan Ulveson, Josephine Bornebusch, Johan Rheborg y Vanna Rosenberg                |
| -    | Showen Riktiga Män    | -               | -           | Maximteatern  | -                                                                                           |
| -    | Djävulen i miss Jones | -               | -           | Maximteatern  | -                                                                                           |